# 儀嬪
儀嬪（ぎひん、？ -  雍正13年9月）は、清の乾隆帝の側室。姓は黄氏、のち黄佳氏。正黄旗包衣管領下人の出身。父は正六品内副管領戴敏。祖父は郎中佛保。

## 生涯
雍正帝の第四皇子宝親王弘暦が成婚した際に、その屋敷に仕え始めた官女子（女官と妃嬪の中間に当たる存在）の一人で、宝親王の寵愛を受け、格格となる。
雍正13年8月23日（1735年10月8日）に雍正帝が崩御し、宝親王弘暦が乾隆帝として即位すると、黄嬪に冊封されるが、その直後の同年9月に、逝去する。
乾隆元年（1736年）、儀嬪に追封される。
清東陵の妃園寝に慧賢皇貴妃や哲憫皇貴妃，秀貴人とともに陪葬された。

## 伝記資料
- 『清史稿』